# Baltazar Bzowski
Baltazar Bzowski herbu Ostoja (1514–1574) – właściciel dóbr ziemskich w Bzowie, podstarości jaworowski.

## Życiorys
Baltazar Bzowski należał do rodu szlacheckiego Ostojów (Mościców). Pochodził z rodziny osiadłej w Bzowie w dawnym pow. lelowskim, w par. Kromołów. Jego małżonką była Katarzyna Krzyżanowska herbu Sulima, której rodzina wywodziła się z Krzyżanowa koło Kutna, w dawnym pow. orłowskim. Jej bratem był Joachim Krzyżanowski, rajca i burmistrz krakowski.
Baltazar Bzowski, co najmniej od 1563 roku, pełnił funkcję podstarościego jaworowskiego. Tego roku bowiem, jako sprawujący ten urząd, występuje w dokumencie, w którym Anna Bętkowska, córka Macieja Jerzyka z Bętkowa, wdowa po Marcinie Wspinku z Bzowa dokonuje cesji 20 grzywien na jego rzecz. Również w 1563 roku jest wymieniony w dokumencie, w którym Jan Czebrzik (Cebrzyk) z Bzowa zapisał mu sumę 30 grzywien na swojej części dóbr bzowskich, wraz z karczmą i łąkami. Kwotę tę Jan Czebrzik z Bzowa wcześniej pożyczył od szwagra Baltazara Bzowskiego - Joachima Krzyżanowskiego, rajcy krakowskiego.

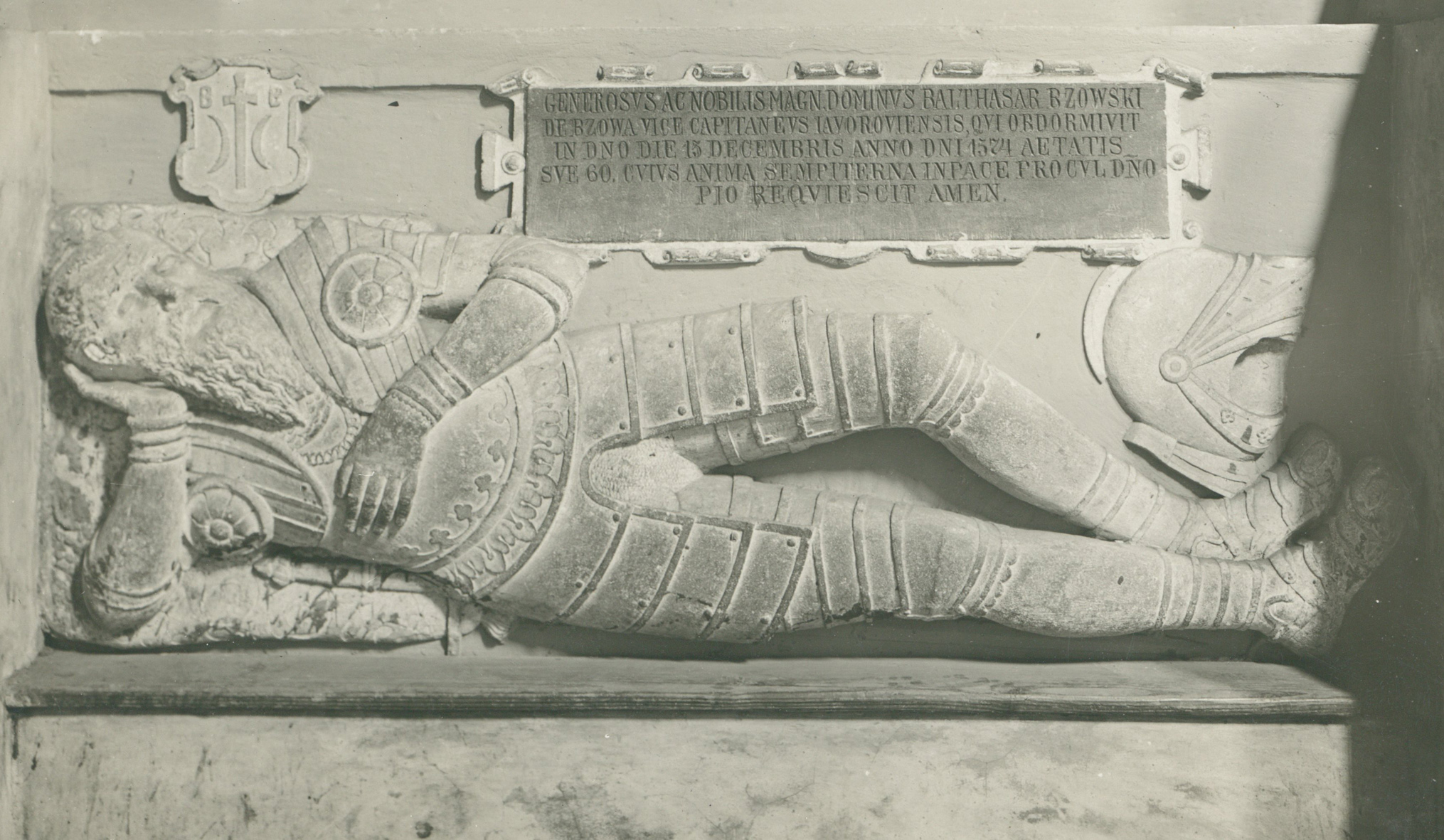
Nagrobek Baltazara Bzowskiego w archikatedrze Wniebowzięcia NMP we Lwowie

Baltazar Bzowski zmarł 15 grudnia 1574 roku. Zachował się jego renesansowy pomnik nagrobny w archikatedrze Wniebowzięcia NMP we Lwowie. Pomnik ten znajduje się w przejściu do nawy głównej po lewej stronie, pod chórem muzycznym katedry. Przedstawia brodatego rycerza, w pozycji leżącej, podpierającego głowę prawą ręką, z herbem Ostoja w tle oraz inskrypcją dotyczącą zmarłego.
Łaciński napis na nagrobku Bzowskiego brzmi:
GENEROSUS AC NOBILIS MAGN. DOMINUS BALTHASAR BZOWSKI
DE BZOWA VICE CAPITANEUS JAVOROVIENSIS QUI ORDORMIVIT
IN DNO DIE 15 DECEMBRIS ANNO DNI 1574 AETATIS
SUE 60. CUIUS ANIMA SEMPITERNA IN PACE PROCUL DNO
PIO REQUIESCIT AMEN.
W 2013 roku, na wniosek Towarzystwa Opieki nad Zabytkami, nagrobek Baltazara Bzowskiego poddano pracom konserwatorskim.